# Мёльман, Бенно
Бенно Мёльман (нем. Benno Möhlmann; род. 1 августа 1954, Лоне, Нижняя Саксония) — немецкий футболист и футбольный тренер, играл на позиции полузащитника. Тренировал такие немецкие клубы как «Гамбург», «Гройтер Фюрт», «Айнтрахт» Брауншвейг и другие.

## Карьера игрока
Карьеру футболиста Мёльман начал в 18 лет в клубе «Пройссен Мюнстер». А в 1978 году Мёльман перешёл в «Вердер» Бремен, за который впоследствии сыграл 267 матчей и забил 46 голов. После девяти лет в бременском клубе решил перейти в «Гамбург». В «Гамбурге» Мёльман и завершил свою карьеру футболиста в сезоне 1988/89.

## Карьера тренера
Бенно Мёльман начал свою тренерскую карьеру в «Гамбурге», чьи цвета защищал ещё игроком. Затем на протяжении двух сезонов возглавлял «Айнтрахт» Брауншвейг, а в 1997 году стал главным тренером «Гройтер Фюрта». В 2002 году Мёльман вывел в Бундеслигу «Арминию», которой руководил на протяжении четырёх лет.
В феврале 2004 года Мёльман вернулся в «Гройтер Фюрт». Через три года Мёльман вернулся уже в другой клуб, который ранее возглавлял, — «Айнтрахт» Брауншвейг, заключив контракт на один год. 6 октября 2015 года Бенно всего на год стал главным тренером клуба Второй Бундеслиги «Мюнхен 1860».
15 октября 2016 года возглавил «Пройссен Мюнстер». 10 декабря 2017 года он был уволен с поста главного тренера.
В декабре 2018 года 64-летний Бенно снова вернулся в «Гройтер Фюрт», но теперь сферой его ответственности стала поддержка центра молодых талантов и отдела скаутов.